# Victor de Hohenlohe-Langenbourg
Victor Ferdinand Franz Eugen Gustaf Adolf Constantin Friedrich de Hohenlohe-Langenbourg (11 décembre 1833 – 31 décembre 1891), aussi connu comme le comte de Gleichen, est un officier de la Royal Navy, et un sculpteur.

## Biographie
Il est né à Langenbourg, dans le royaume de Wurtemberg, le quatrième enfant et troisième fils de Ernest Ier de Hohenlohe-Langenbourg (1794-1860) et Théodora de Leiningen (1807-1872). Sa mère est la demi-sœur de la Reine Victoria et sa famille est donc étroitement liée à la Famille royale britannique.

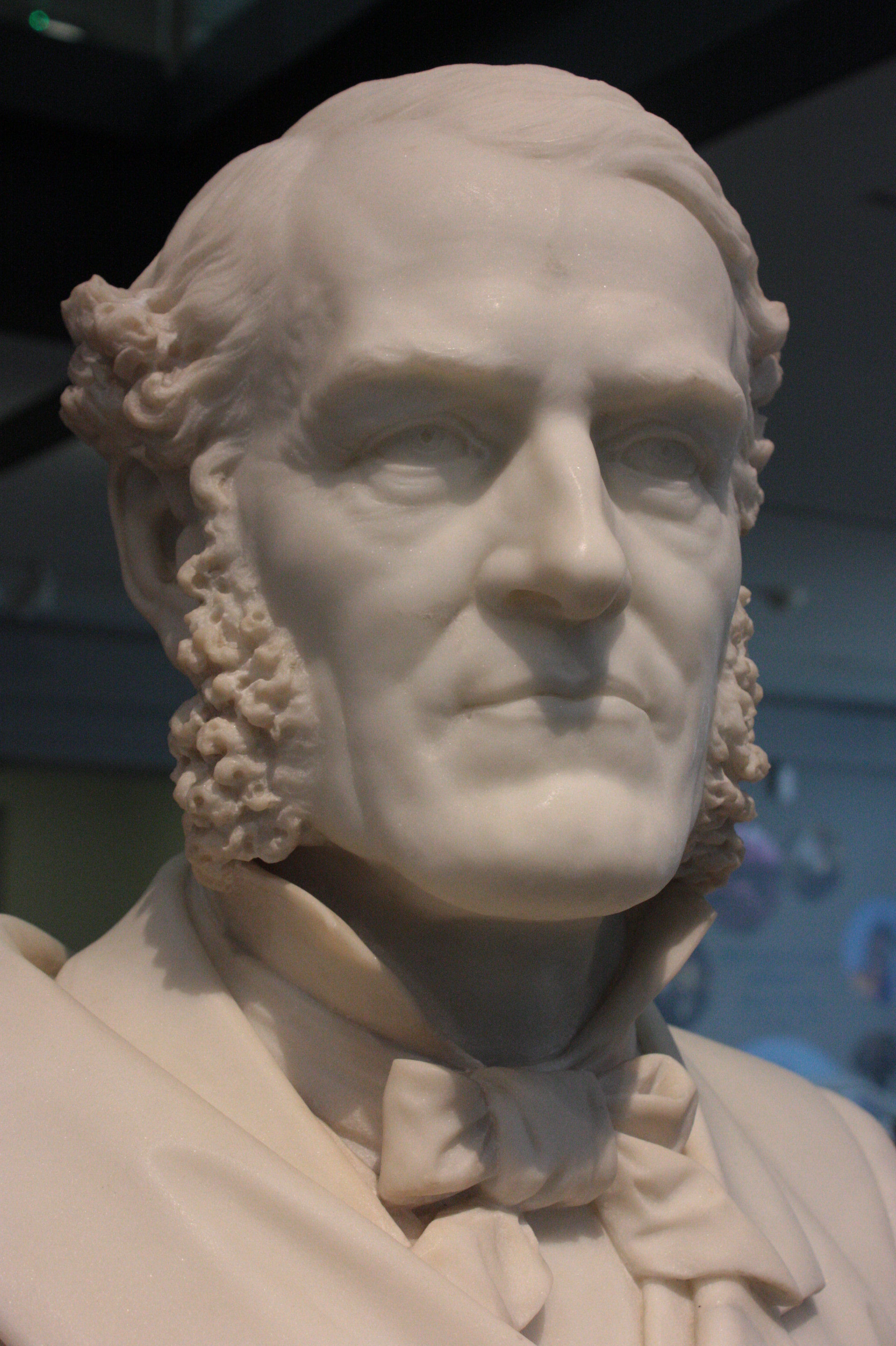
Le Commodore James Graham, Goodenough, par le Comte de Gleichen,1877

Victor (parfois orthographié Viktor) devient officier dans la Royal Navy en 1848, il est promu lieutenant en 1854. En tant que lieutenant, il sert sur le HMS St Jean d'Acre en Méditerranée, sous les ordres du capitaine Henry Keppel en 1855; puis commande la canonnière HMS Voyageur pendant quelques mois, en 1856, après son lancement puis sert, sous Keppel à nouveau, sur le HMS Raleigh dans les Indes orientales et la Chine, jusqu'à ce qu'elle fasse naufrage près de Macao en 1857. Il est recommandé pour la Croix de Victoria pour ses services en Chine en 1856. Il est promu commandant en 1857, et commande le HMS Fléau en Méditerranée. Promu capitaine en 1859, il prend le commandement de la corvette de 21 canons HMS Racoon de sa mise en service en 1863 jusqu'en 1866. Pendant cette période, le deuxième fils de la reine Victoria, Alfred Ier de Saxe-Cobourg et Gotha (1844-1900) sert en tant que lieutenant.
Il prend sa retraite du service actif en 1866, et est nommé KCB. À la retraite, il est promu au grade de contre-amiral en décembre 1876, puis vice-amiral le 23 novembre 1881 et amiral le 24 mai 1882. Il reprend le titre de prince Victor de Hohenlohe-Langenbourg, en décembre 1885. Il meurt à Londres et est enterré à Sunningdale.

## Le sculpteur

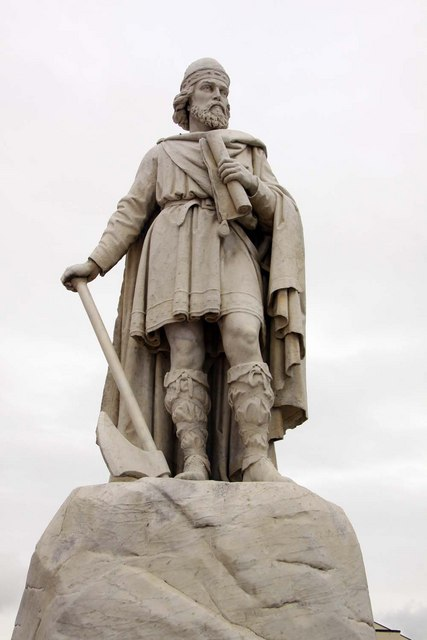
Statue d'Alfred le Grand, Wantage

Il devient sculpteur après avoir pris sa retraite de la Marine.
Parmi ses travaux :
- l'énorme statue d'Alfred le Grand, Wantage sur a place du marché de Wantage, Oxfordshire.
- l'Ange Noir sur le toit de la Salle de Banquet du Couvent, Gibraltar sculpté en 1863 avec les monogrammes des Rois et des Reines de Grande-Bretagne et d'Espagne, qui étaient en possession de Gibraltar.
- le buste de Mary Seacole fait en 1871, à l'Institut de la Jamaïque, à Kingston, en Jamaïque.
- la statue de la Reine Victoria dans le quadrangle nord de Royal Holloway (université de Londres) à Egham, Surrey[1].
- le buste de la Reine Victoria à l'occasion du Jubilé, le gateacre, Liverpool[2]
- la statue de Thomas Halloway avec son épouse Jane, dans le quadrangle sud de Royal Holloway (université de Londres) à Egham, Surrey.
- la statue de Frédéric Gye à la Royal Opera House, Covent Garden, Londres, 1880.
- le buste de l'Amiral de la Flotte Sir Henry Keppel (avec lequel l'artiste servi) dans la Salle Wellington à l'Institut des directeurs, 116, Pall Mall, Londres.
- le buste du Commodore James Graham Goodenough au National Maritime Museum, Greenwich.
- le buste de Marie-Emma Lajeunesse, dite Madame Albani, Musée national des beaux-arts du Québec[3].

## Famille
Il épouse Laura Williamina Seymour (en), la fille de l'amiral George Seymour (sous lequel il sert sur le HMS Cumberland dans les années 1850), le 24 janvier 1861 à Londres. Peu de temps avant ce mariage morganatique, sa femme est créée comtesse de Gleichen, d'après le château de Gleichen qui est une propriété de la famille de Hohenlohe. Ils ont quatre enfants:
- Feodora Gleichen (20 décembre 1861-22 février 1922)
- Edward Gleichen (15 janvier 1863-13 décembre 1937), il épouse Sylvia Edwardes le 2 juillet 1910,
- Victoria Alice Leopoldina Ada Laura Gleichen (28 novembre 1868-10 septembre 1951), elle épouse le lieutenant-colonel Percy Machell, le 5 décembre 1905. Ils ont un fils:
  - Roger Victor Machell (23 juillet 1908-18 janvier 1984)
- Helena Gleichen (1er février 1873-28 janvier 1947)

Le fils du prince Victor, aussi connu comme le comte de Gleichen, devient Major-général dans l'armée britannique, il change son titre lors de la Première Guerre mondiale pour "Lord Edward Gleichen".